# Bekennerkirche (Admont)

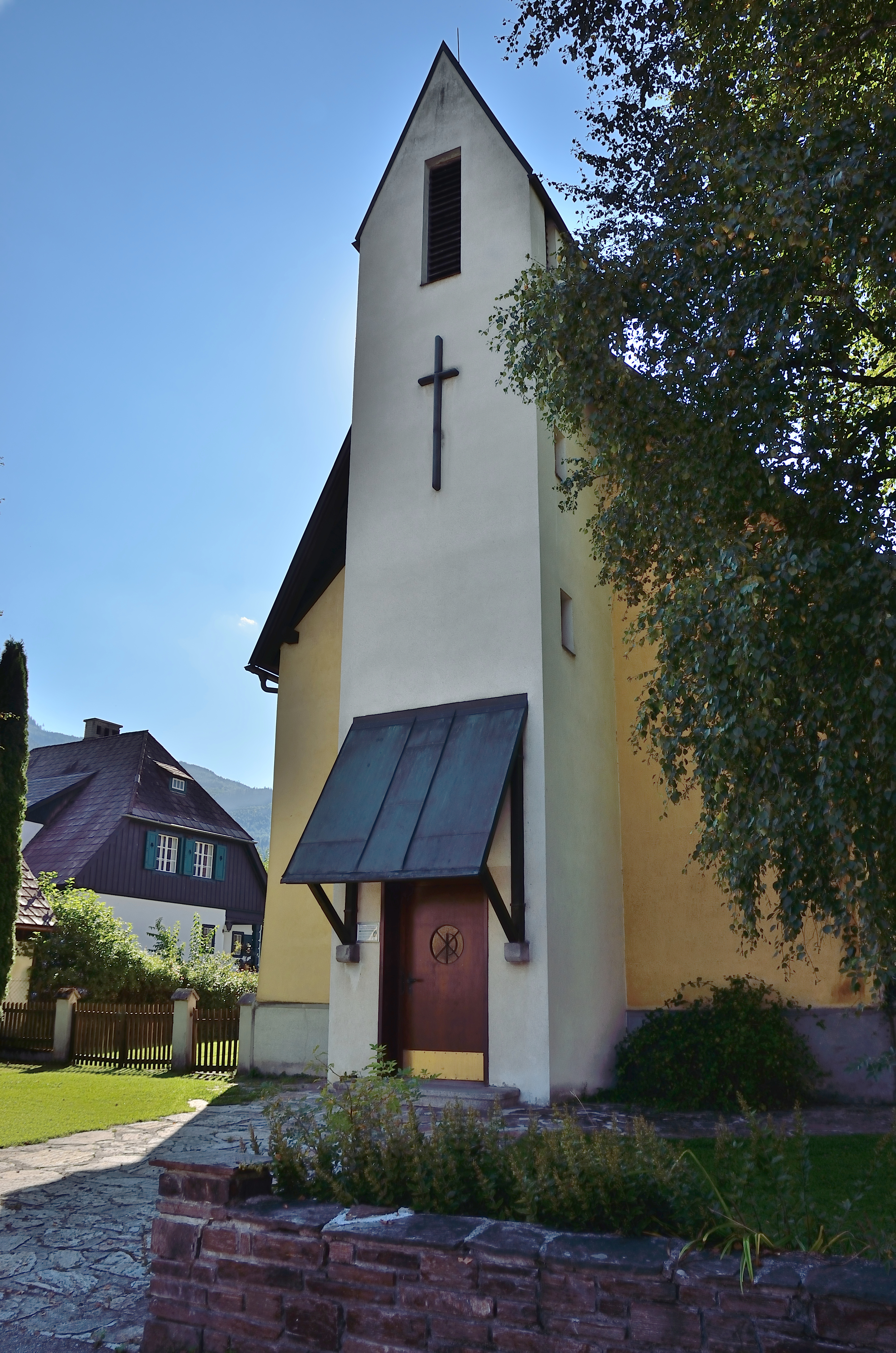
Ostansicht

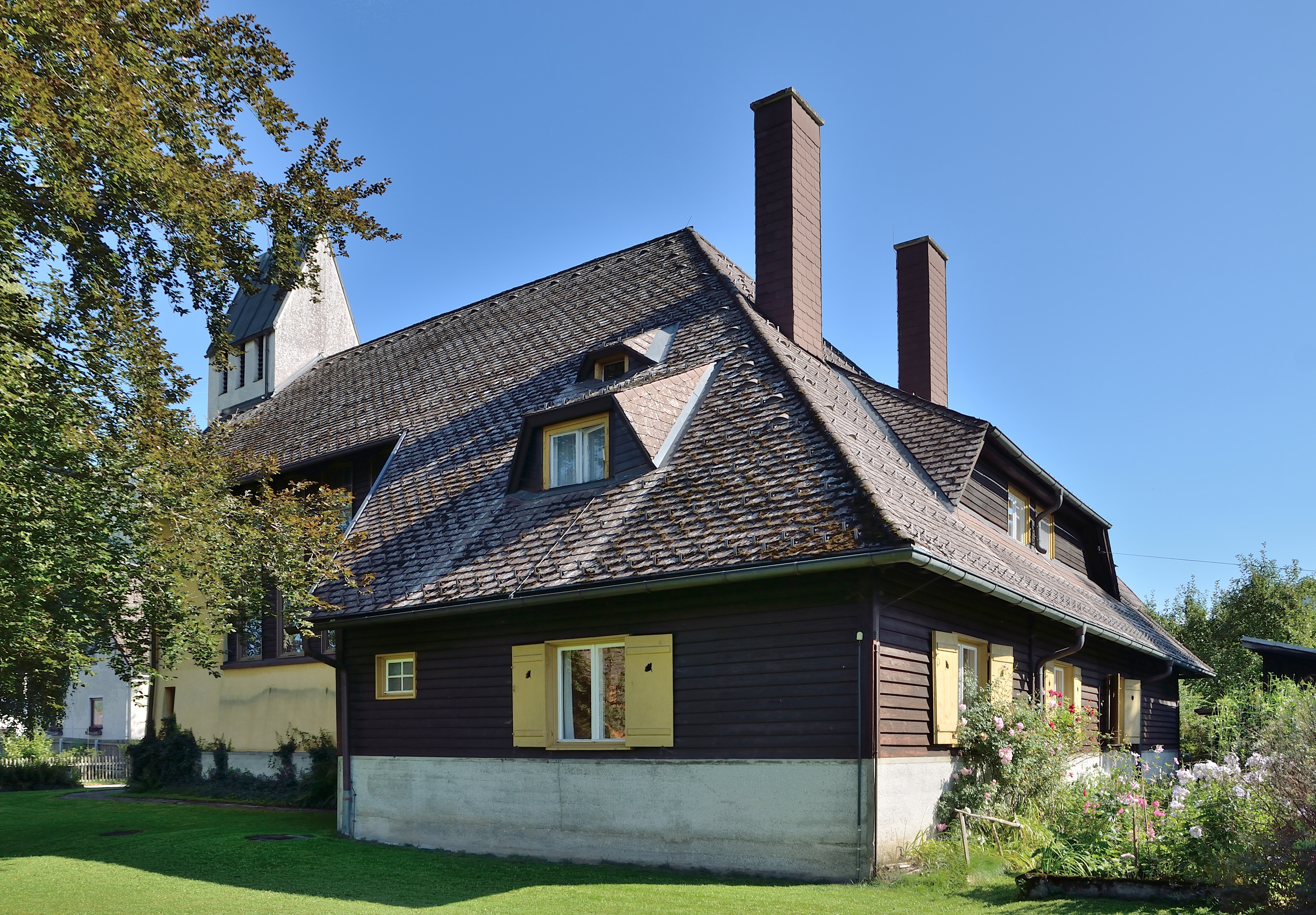
Westansicht mit Gemeindezentrum

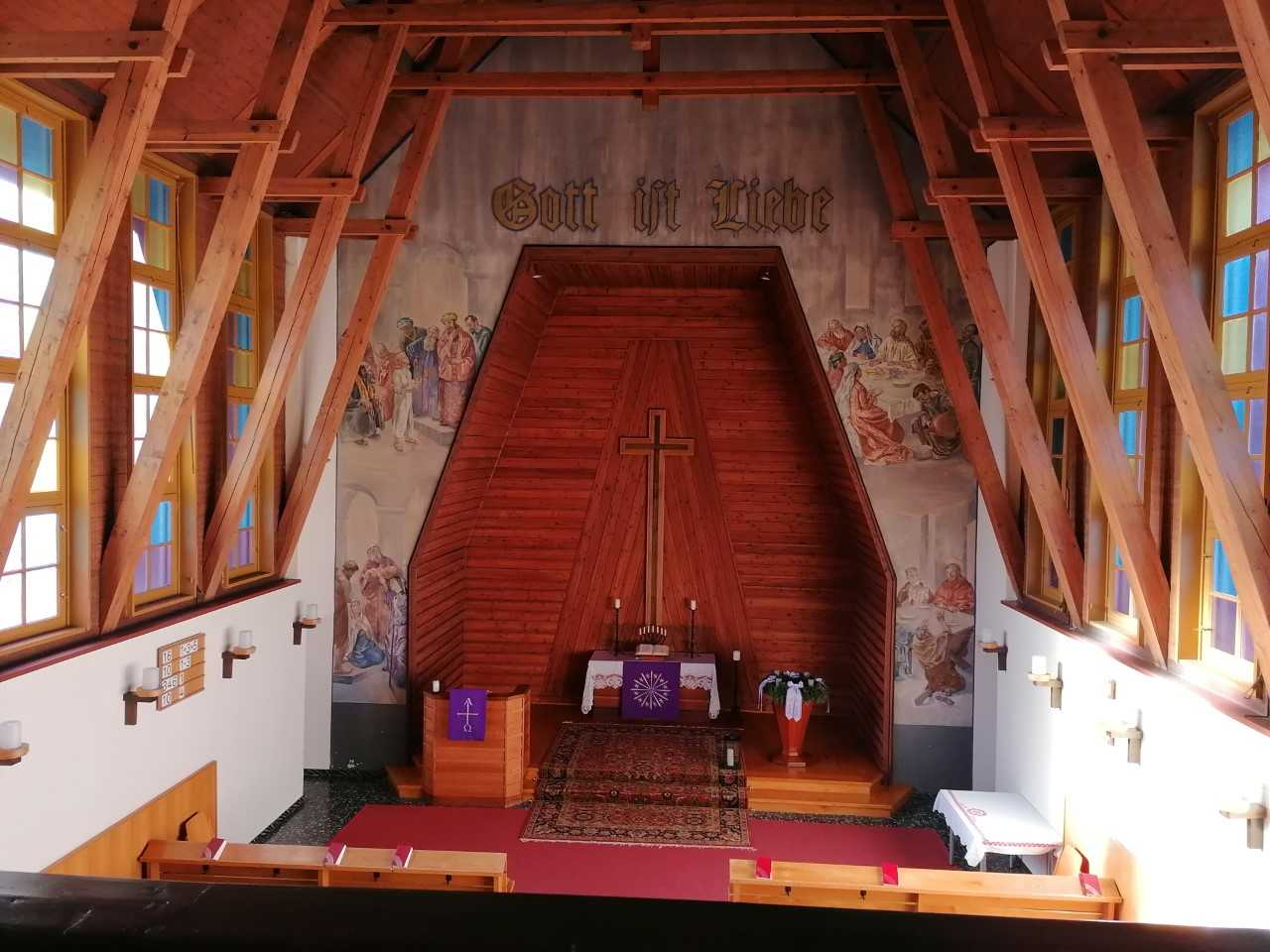
Innenansicht

Inschrifttafel

Die Bekennerkirche Admont steht in der Evangelischen Kirchenstraße in der Marktgemeinde Admont im Bezirk Liezen in der Steiermark. Zusammen mit Liezen bildet sie die Pfarrgemeinde A.B. Admont-Liezen in der Evangelischen Superintendentur A. B. Steiermark. Die Kirche steht unter Denkmalschutz.

## Geschichte
Die Anfänge der evangelischen Kirche in Admont reichen in die Zeit der Los-von-Rom-Bewegung um 1900 zurück. Ausgehend von der ev. Pfarrgemeinde Wald am Schoberpaß war zunächst eine Predigtstation im Rathaus der Marktgemeinde eingerichtet und diese der neugegründeten Pfarre Rottenmann angegliedert worden. Eine Gedenktafel im Eingangsbereich der heutigen Kirche erinnert an Pfarrer Martin Füllkruß aus Lampertswalde im Landkreis Meißen, der am 21. Juli 1900 in den Admonter Bergen verunglückt war und dessen „Amtsbrüder aus dem Königreich Sachsen“ zur Errichtung dieses ersten Bethauses beigetragen hatten.
Ein im Jahre 1908 geplanter erster Kirchenbau kam, wie auch in Rottenmann selbst, vorerst nicht zustande. Erst 1929/30 kam es mit Unterstützung des Gustav-Adolf-Vereins zum Bau der Kirche. Ihre Grundsteinlegung wurde am 15. September 1929 durch den Wiener Superintendenten Johannes Heinzelmann vollzogen, ihre Weihe fand am 3. August 1930 am 400. Jahrestag des Augsburger Bekenntnisses statt, was auch die Namensgebung „Bekennerkirche“ veranlasste. 1947 wurde die Bekennerkirche zur Pfarrkirche erhoben und ihr die Auferstehungskirche in Liezen als Filialkirche zugeordnet. Erster evangelischer Pfarrer von Admont war Erich Schuster. Mit seinem Ausscheiden wurde 1972 der Amtssitz nach Liezen verlegt.

## Kirchenbau
Das bestehende Kirchengebäude, eine „sehr eigenartige und zugleich glückliche Lösung modernen Kirchenbaus“,  wurde nach Plänen von Otto-Oskar Graeßner (1903–1945), einem Mitarbeiter von Otto Bartning an der Staatlichen Hochschule für Handwerk und Baukunst in Weimar, in klaren Bauformen als einfacher Saalbau mit vorgestelltem schlanken Turm und rückwärtig angeschlossenem Pfarrhaus mit Gemeindesaal errichtet. Das Innere wird durch den bis zur oberen Kehlbalkenlage offenen und als Sprengwerk ausgeführten Dachstuhl bestimmt, der auf einem eingestellten, die Deckenlast auf die niedrigen Seitenmauern ableitenden Tragwerk ruht, der Altarraum ist als holzvertäfelte Rechtecknische vom Kirchenraum abgerückt. Die Bekennerkirche zählt zu den frühesten Sakralbauten der Moderne in Österreich. In der Verwendung halbhoher Außenmauern mit eingestellter Holzkonstruktion und offenem Dachstuhl stellt der Admonter Kirchenbau zugleich eine Vorform der Notkirchen Otto Bartnings dar. Der Freskenzyklus der Altarwand mit Szenen aus dem Leben Jesu mit der Darbringung im Tempel, der Predigt des Zwölfjährigen im Tempel, der Hochzeit zu Kana mit dem Weinwunder und der Erscheinung Jesu vor den Jüngern in Emmaus stammt von dem Schwiegervater Graeßners, Hermann Sandkuhl aus Berlin.
Bei einer durchgreifenden Renovierung um 1960 wurde, entgegen dem von Otto Bartning entwickelten liturgischen Konzept und, in Übereinstimmung mit dem 1951 verabschiedeten Rummelsberger Programm, der Stufenunterbau des Altars entfernt und der Ambo aus seiner ursprünglichen Position in der Kirchenachse vor dem Altar zur Seite gerückt. In gleicher Weise wurde der bis dahin einheitliche Gestühlsblock durch eine Anordnung mit Mittelgang ersetzt.